# Laurent Coster
Pour les articles homonymes, voir Coster.
Laurent Coster, en néerlandais Laurens Janszoon Coster (né vers 1370, Haarlem – vers 1440).
Il était sacristain à Haarlem et se fit imprimeur. Quelques écrivains hollandais lui ont attribué l'invention de l'imprimerie :
« M. Meerman, qui a publié deux ouvrages sur l'invention de l'imprimerie, prouve assez bien que l'inventeur de cet art était un certain Laurent Coster, et que la ville de Harlem en hollande en vit les premières productions vers l'an 1430. Les caractères étaient mobiles et en bois naturel. Laurent publia deux éditions du Donat et le Speculum humanae salvationis. Il était mort en 1440. Son ouvrier, appelé Jean, et que l'on croit être Jean Geinsflesh, frère ainé de Gutenberg, enleva furtivement tous les objets de cette imprimerie et les transporta à Mayence sa patrie. Son frère perfectionna cette découverte en substituant des caractères en métal à des caractères en bois ».
Cette opinion a été victorieusement réfutée par Pierre Lambinet et par Antoine-Augustin Renouard en 1819.
Le poète belge de langue latine Jean-Baptiste Camberlyn, l'a célébré dans son poème Ars Costeriana en tant qu'inventeur de l'imprimerie.

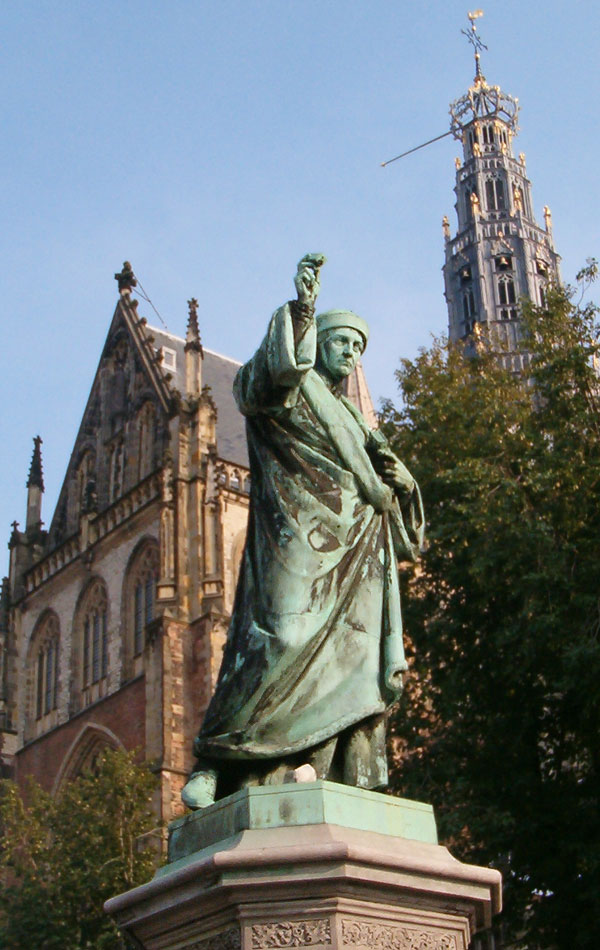
Statue de Laurens Janszoon Coster sur le Grote Markt à Haarlem, sa ville de naissance.

## Source
Cet article comprend des extraits du Dictionnaire Bouillet. Il est possible de supprimer cette indication, si le texte reflète le savoir actuel sur ce thème, si les sources sont citées, s'il satisfait aux exigences linguistiques actuelles et s'il ne contient pas de propos qui vont à l'encontre des règles de neutralité de Wikipédia.